# 대한민국 형법 제330조
대한민국 형법 제330조는 야간주거침입절도에 대한 형법각칙의 조문이다.  야간주거침입절도죄는 (야간)주거침입죄와 절도죄가 결함한 결합범이다.

## 조문
제330조(야간주거침입절도) 야간에 사람의 주거, 간수하는 저택, 건조물이나 선박 또는 점유하는 방실에 침입하여 타인의 재물을 절취한 자는 10년 이하의 징역에 처한다.

第330條(夜間住居侵入竊盜) 夜間에 사람의 住居, 看守하는 邸宅, 建造物이나 船舶 또는 占有하는 房室에 侵入하여 他人의 財物을 竊取한 者는 10年 以下의 懲役에 處한다.

## 참고조문

### 주거침입죄 조문
제319조(주거침입, 퇴거불응) ① 사람의 주거, 관리하는 건조물, 선박이나 항공기 또는 점유하는 방실에 침입한 자는 3년 이하의 징역 또는 500만원 이하의 벌금에 처한다. <개정 1995.12.29>
②전항의 장소에서 퇴거요구를 받고 응하지 아니한 자도 전항의 형과 같다.

### 절도죄 조문
제329조(절도) 타인의 재물을 절취한 자는 6년 이하의 징역 또는 1천만원 이하의 벌금에 처한다.

### 가중처벌 규정
특정범죄 가중처벌등에 관한 법률 제5조의4(상습 강도ㆍ절도죄 등의 가중처벌) (1) 상습적으로 「형법」 제329조부터 제331조까지의 죄 또는 그 미수죄를 범한 사람은 무기 또는 3년 이상의 징역에 처한다.
(2) 5명 이상이 공동하여 제1항의 죄를 범한 사람은 무기 또는 5년 이상의 징역에 처한다.
(5) 「형법」 제329조부터 제331조까지, 제333조부터 제336조까지 및 제340조·제362조의 죄 또는 그 미수죄로 세 번 이상 징역형을 받은 사람이 다시 이들 죄를 범하여 누범(累犯)으로 처벌하는 경우에도 제1항부터 제4항까지의 형과 같은 형에 처한다.
(6) 제1항 또는 제2항의 죄로 두 번 이상 실형을 선고받고 그 집행이 끝나거나 면제된 후 3년 이내에 다시 제1항 또는 제2항의 죄를 범한 경우에는 그 죄에 대하여 정한 형의 단기(短期)의 2배까지 가중한다.[전문개정 2010.3.31]

## 판례
- 주간에 사람의 주거 등에 침입하여 야간에 타인의 재물을 절취한 행위는 형법 제330조의 야간주거침입절도죄를 구성하지 않는다.[1]

### 야간주거침입절도죄의 실행의 착수
- 야간에 타인의 재물을 절취할 목적으로 사람의 주거에 침입한 경우에는 주거에 침입한 단계에서 이미 형법 제330조에서 규정한 야간주거침입절도죄라는 범죄행위의 실행에 착수한 것이라고 보아야 한다[2].
- 야간에 다세대주택에 침입하여 물건을 절취하기위하여 가스배관을 타고 오르다가 순찰 중이던 경찰관에게 발각되어 그냥 뛰어내렸다면, 야간주거침입절도죄의 실행의 착수에 이르지 못했다[3]

## 참고문헌
- 손동권. "주거침입과 결합된 형법상 재산범죄의 실행착수시기." 형사정책 26.3 (2014): 243-262.

## 같이 보기
- 야간주거침입죄
- 주거침입죄
- 절도죄
- 대한민국 형법 제319조 주거침입죄
- 대한민국 형법 제329조 절도죄